# Scholasteria w Tarnowie
Scholasteria w Tarnowie (także dom rektora, dom kapitulny, dom kapituły) – zabytkowy budynek znajdujący przy placu Katedralnym 5 w Tarnowie. Powstał w II połowie XVI wieku, w swojej historii pełnił m.in. funkcje mieszkalne, w tym jako rezydencja dla rektora szkoły parafialnej, prałata kanclerza oraz dyrektora austriackiego gimnazjum. Współcześnie wykorzystywany jest przez tarnowskie Muzeum Diecezjalne.

## Lokalizacja
Budynek zwany scholasterią, domem kapituły, domem kapitulnym lub domem rektora położony jest na tarnowskiej Starówce, w południowo-zachodnim narożniku Placu Katedralnego, pod adresem plac Katedralny 5. Wchodzi w skład ścisłej zabudowy zachodniej pierzei placu, jego ściana frontowa w przybliżeniu zwrócona jest w kierunku wschodnim. Od północy przylega do niego budynek akademioli.

## Historia

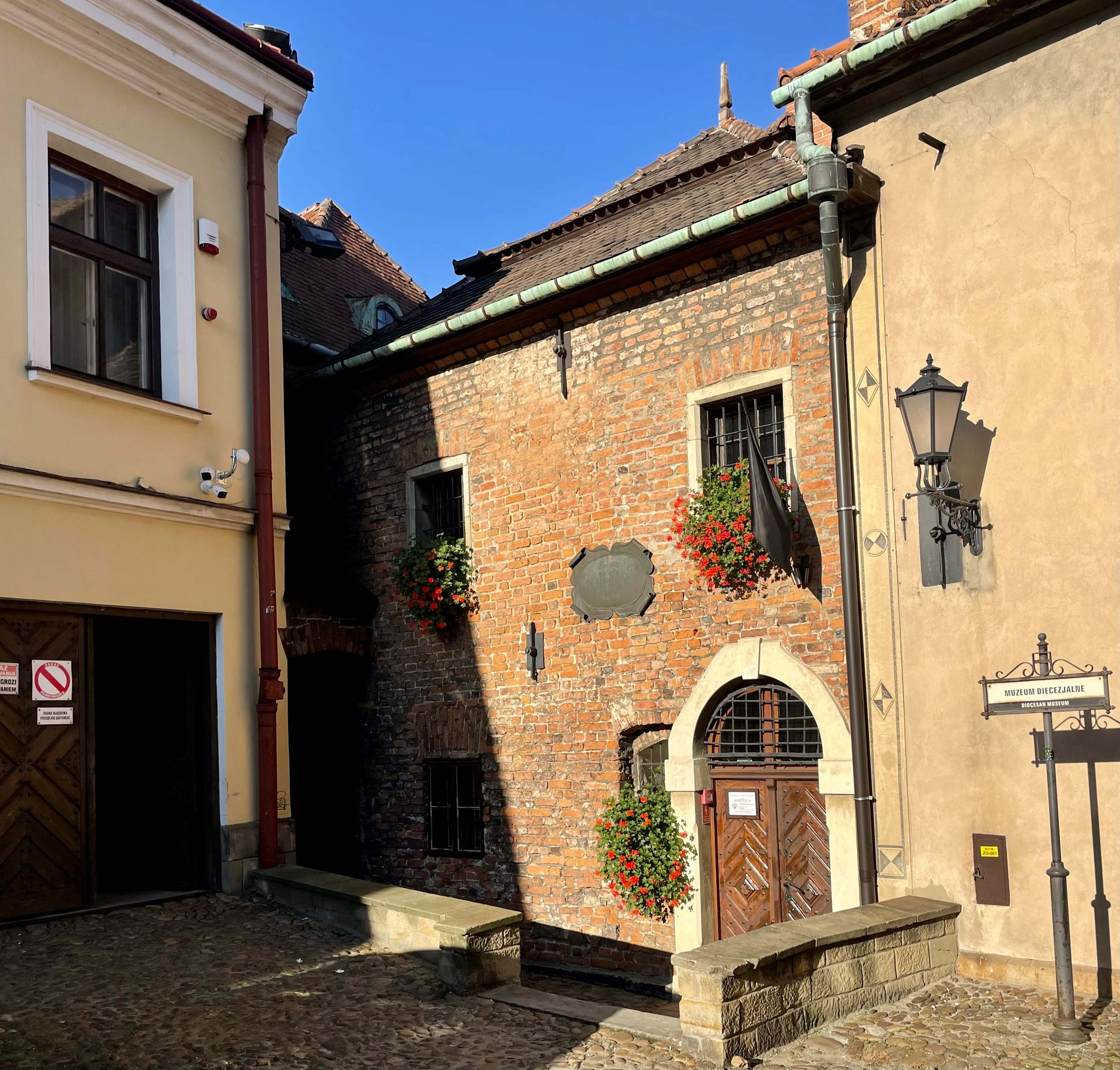
Widok na budynek z południowej części Placu Katedralnego

Nieznana jest dokładna data powstania kamienicy. Wybudowano ją w II połowie XVI wieku, przypuszczalnie w okresie między 1559 a 1597 rokiem w miejscu istniejącej wcześniej zabudowy drewnianej. Prawdopodobnie pierwotnie pełniła funkcję mieszkania dla rektora szkoły parafialnej i podobnie jak sąsiednie budynki, należała przypuszczalnie do kapituły tarnowskiej.
Istnienie murowanej budowli określonej jako dom rektora zauważone zostało w 1597 roku podczas wizytacji kardynała Jerzego Radziwiłła. Od lat 80. XVII wieku dom przeznaczony był na rezydencję prałata kanclerza. Od XVIII wieku zaliczał się do budynków założonej przez Wojciecha Kaszewicza małej akademii (kolonii akademickiej), zwanej Akademiolą, pełniąc hipotetycznie funkcję mieszkania dla uczniów i służby.

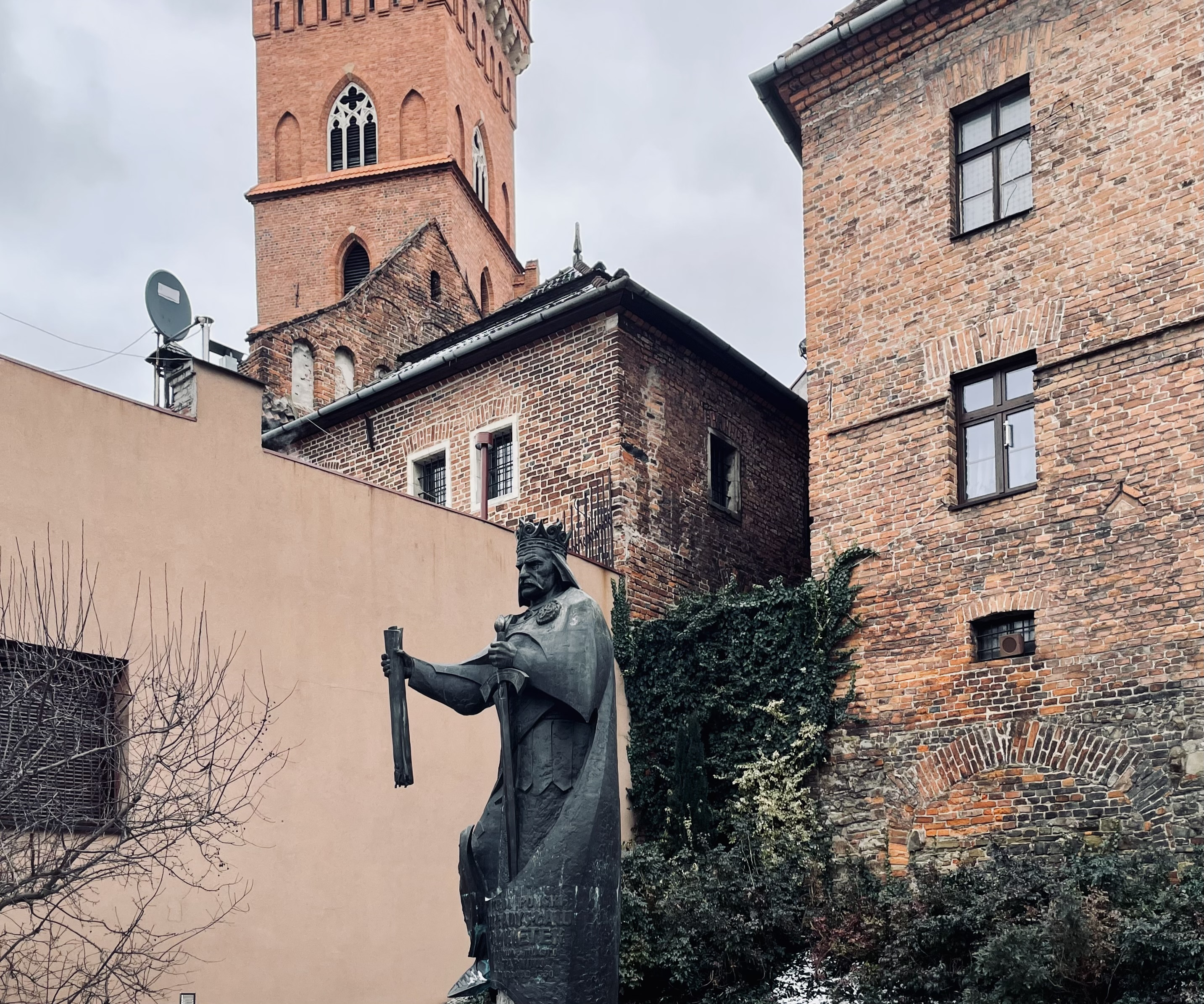
Widok (po lewej) na elewację tylną i południową scholasterii

Po zajęciu Tarnowa przez Austrię w wyniku I rozbioru Polski dom został zajęty na rzecz Funduszu Religijnego. W oszacowaniu z 1795 roku określono jego stan techniczny jako dobry. Po likwidacji akademii i utworzeniu w jej miejscu austriackiego gimnazjum budynek, po odpowiednim zaadaptowaniu go w latach 1814–1817, przeznaczono na lokum dla dyrektora szkoły. Funkcję tę pełnił do początku XX wieku, kiedy instytucje szkolne zostały wyprowadzone z kamienic przy placu Katedralnym, a sam dom był w bardzo złym stanie technicznym. Planowano, wraz z sąsiednimi budynkami, jego przebudowę, jednakże kiedy w 1903 roku władze miejskie uznały m.in. go za ruderę, od planów tych odstąpiono.
W okresie międzywojnia spod tynku odsłonięta została ściana elewacji, co ujawniło XVI-wieczne wątki ceglane. W 1938 roku budynek, decyzją biskupa Franciszka Lisowskiego, na własność zakupiła tarnowska kuria diecezjalna. W czasie okupacji niemieckiej podczas II wojny światowej decyzją kurii, aby zapobiec dalszemu niszczeniu, dom zabezpieczono, a w 1944 roku zdecydowano o przeznaczeniu go na cele Muzeum Diecezjalnego.
W latach 1948–1952 dom poddano gruntownej rewitalizacji, w ramach której m.in. nakryty został nowym dachem, założono nowe stropy, odtworzono otwory drzwiowe i okienne, a także zaadaptowano go na cele muzealne.
W 1991 roku budynek został wpisany do rejestru zabytków nieruchomych ówczesnego województwa tarnowskiego (nr rejestru A-338 z dnia 19 lipca 1991 roku).
Współcześnie wykorzystywany jest przez tarnowskie Muzeum Diecezjalne, mieści się w nim główne wejście do tej instytucji, a także eksponowana jest m.in. kolekcja obrazów ludowych malowanych na szkle, przekazana muzeum przez Norberta Lippóczego.

## Architektura

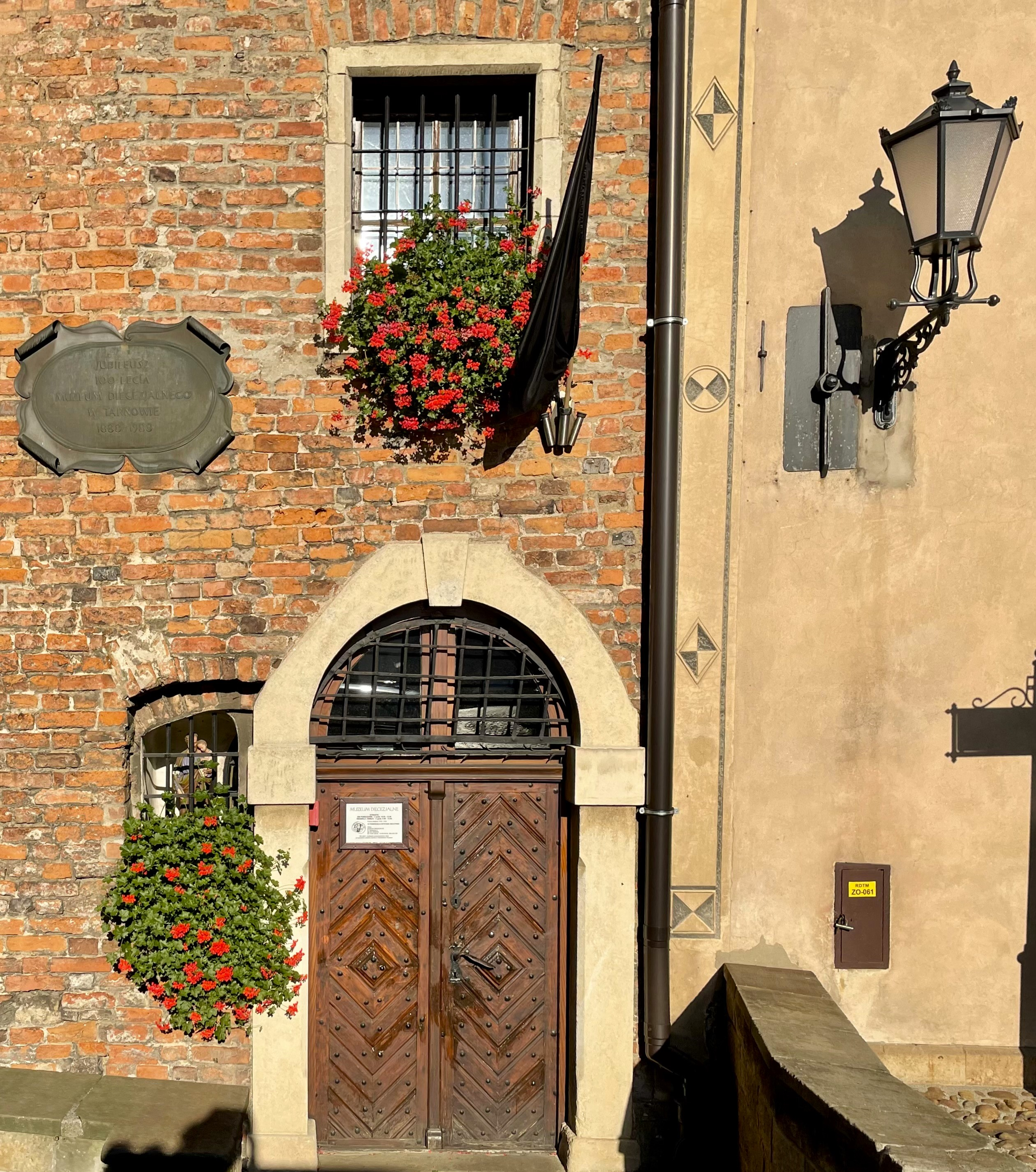
Główne wejście do budynku

Dom kapituły jest przykładem XVI-wiecznego murowanego domu mieszkalnego. Jest dwukondygnacyjny, dwutraktowy i częściowo podpiwniczony, skonstruowany na planie kwadratu o wymiarach 9,60×9 m. Ściany zbudowano z ułożonych w wątku gotyckim–polskim cegieł o wymiarach (w cm) 27×13×7,5, natomiast obramienia portalu wejściowego i otworów okiennych na piętrze wykonano z kamienia.
Kamienica położona jest około 0,5 m poniżej współczesnego poziomu gruntu na Placu Katedralnym, w związku z czym wzdłuż jej fasady ciągnie się wąska fosa, podparta kamiennym murem oporowym, wyłożona brukiem i kamiennymi płytami, do której z poziomu placu można dostać się za pomocą 3 kamiennych stopni, umiejscowionych bezpośrednio przed wejściem do budynku.
Pomiędzy scholasterią a sąsiednim budynkiem, zamykającym Plac Katedralny od południa, istnieje przejście, w przeszłości prowadzące poza obręb murów obronnych, zablokowane furtą wykonaną ze stalowych prętów, osadzoną w ceglanym, wybudowanym w formie łuku odcinkowego nadprożu, rozciągającym się między narożnikami obydwu budowli.
Piwnica scholasterii jest niewielka i nie obejmuje całej powierzchni budynku. Parter składa się natomiast z sieni wejściowej oraz wychodzącej z niej jednobiegowej drewnianej klatki schodowej, a także dwóch innych połączonych ze sobą pomieszczeń. Ponadto w sieni wejściowej zlokalizowane jest przejście do sąsiedniej akademioli.
Pomieszczenia parteru, z wyjątkiem sieni, w której występuje sklepienie krzyżowe, posiadają zachowane sklepienia kolebkowe. W izbach tych mieszczą się m.in. magazyn oraz dyżurka. Podłogi na parterze wykonane są z desek, natomiast pomieszczenia piętra wyposażone są w pokrycia parkietowe. Izby znajdujące się na piętrze przeznaczone są na cele wystawowe i nakryte są stropami belkowymi. Istnieje również poddasze, jednakże nie jest ono użytkowe.
Pomieszczenia domu kapitulnego wyróżniają się swą niską wysokością oraz nietynkowanymi ścianami z umieszczonymi w nich licznymi wnękami. Ponadto w izbach budowli umieszczone są charakterystyczne szerokie podokienne ławy, a także kaflowe piece.

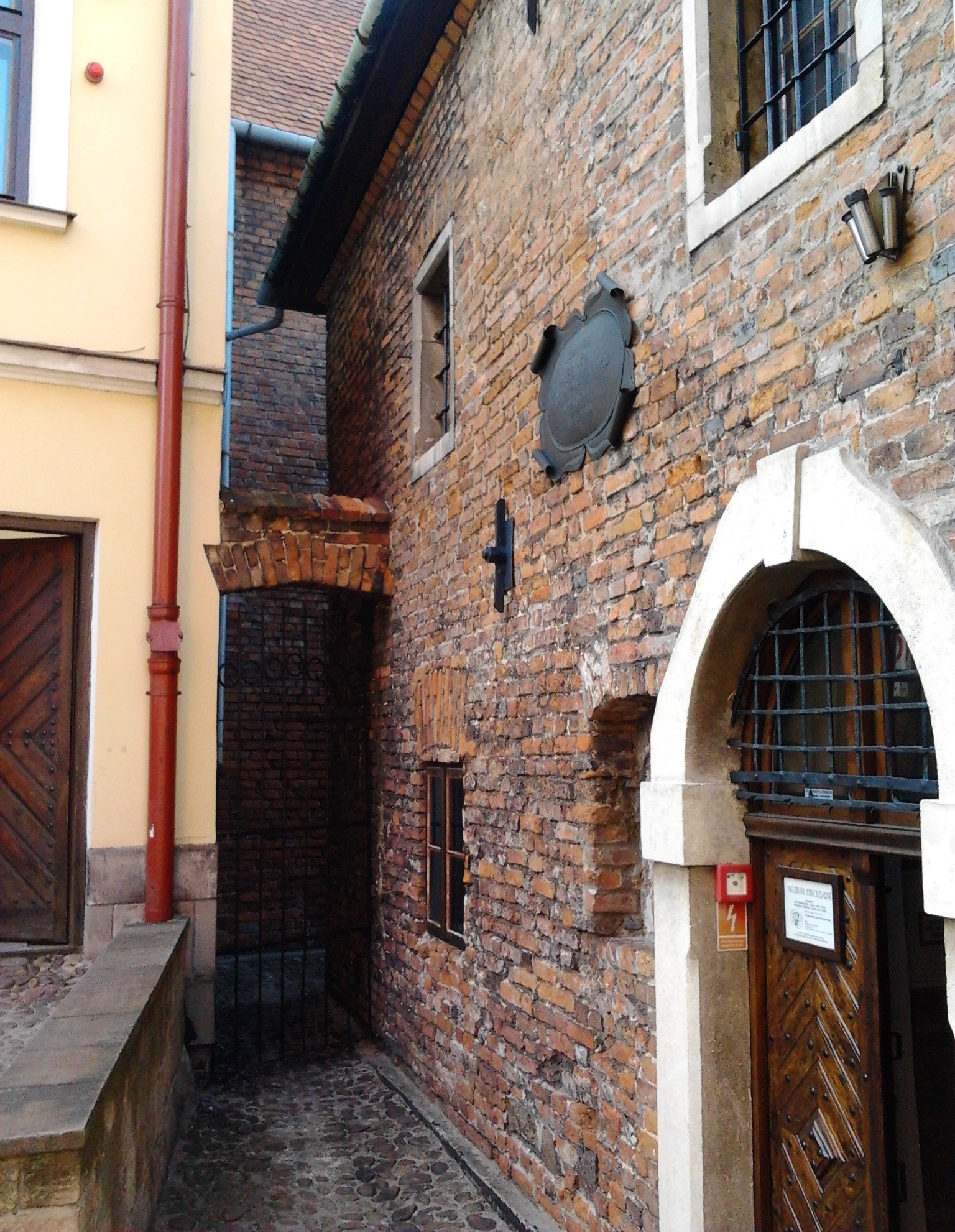
Widok na fasadę oraz fosę z murem oporowym

Ściana frontowa jest nietynkowana, skromna i dwuosiowa. Pozbawiona jest dekoracji rzeźbiarskich, nie występują także podziały architektoniczne. Na poziomie stropu w murze uwidocznione są kotwy ściągów. Po prawej stronie fasady umieszczony jest, będący jej główną ozdobą, portal wejściowy w formie gładkiego kamiennego obramowania zamkniętego łukiem pełnym. Węgary są fazowane, z zauważalnie zarysowanymi kapitelami oraz bazami. Łuk ozdobiony klinowanym zwornikiem. W portalu osadzone są masywne drewniane drzwi, wzmacniane żelaznymi ćwiekami, oddzielone profilowanym ślemieniem od zabezpieczonego kutą kratą półkolistego nadświetla. Obok portalu znajduje się także łukowato przesklepiona zakratowana wnęka z wziernikiem do sieni, oraz z umieszczoną w niej figurką św. Krzysztofa.
Wyglądu fasady dopełniają trzy otwory okienne. Okno na parterze jest dwuskrzydłowe, prostokątne, krosnowe i zakratowane. Otwory okienne na piętrze również są zakratowane, posiadają także kamienne obramienia z fazowanymi krawędziami i nadprożem, a same okna są jednoskrzydłowe, krosnowe, drewniane i prostokątne, podzielone szczeblinami na 4 pola, w których to polach umieszczone są jeszcze cztery małe szyby oprawione w metal. Ponadto, w centralnej części frontowej ściany, umieszczony jest wykonany z miedzi kartusz, ufundowany z okazji jubileuszu 100-lecia istnienia Muzeum Diecezjalnego.

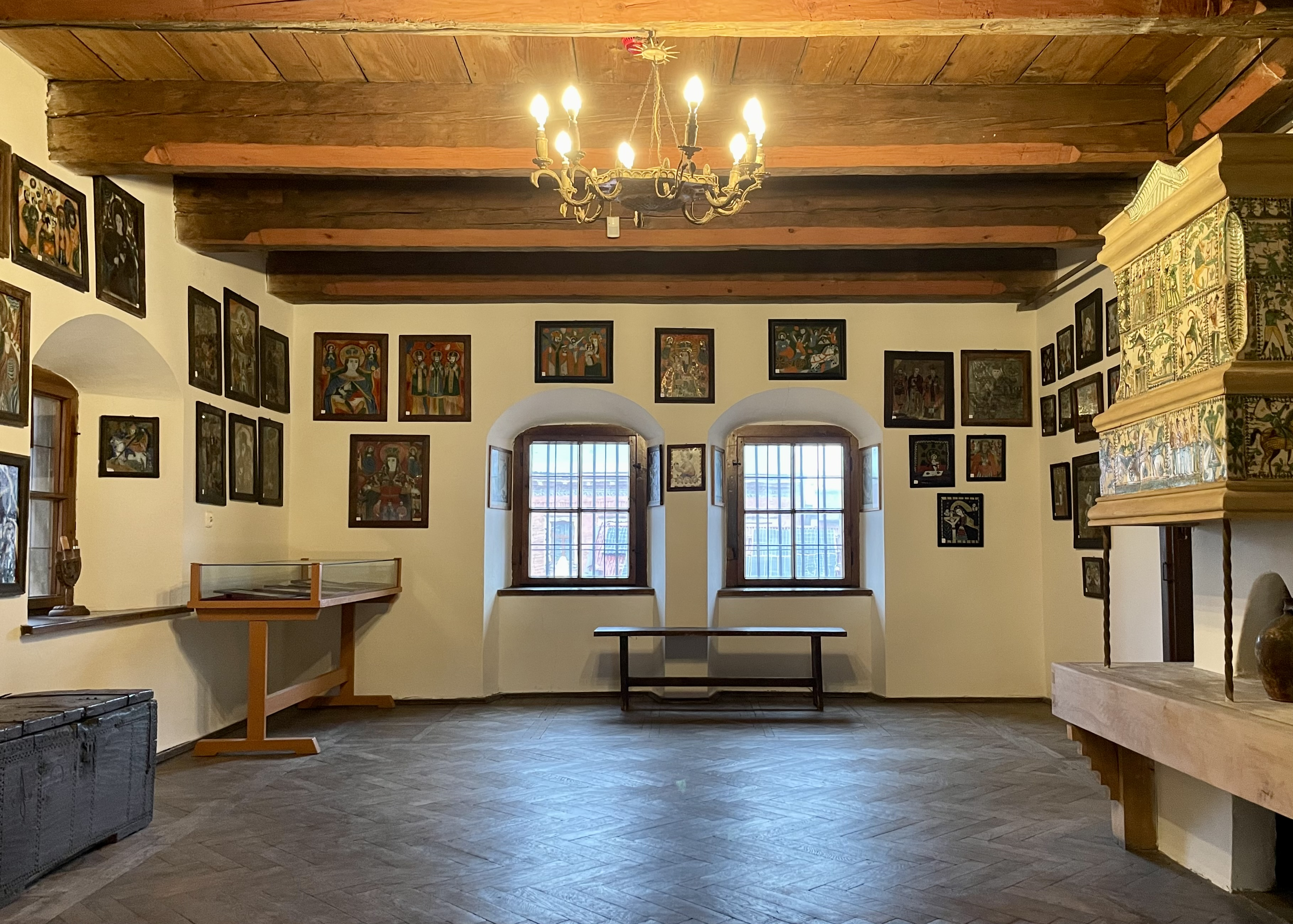
Izba na piętrze scholasterii. Widoczny zachowany piec kaflowy i strop belkowy

Tylna ściana domu wybudowana jest na dawnych murach miejskich, jej elewacja jest skromna i gładka, nietynkowana oraz pozbawiona podziałów architektonicznych. Otwory okienne są w niej rozmieszczone nieregularnie, mają niejednakowe wymiary i są prostokątne. Jedno wąskie okno na piętrze posiada klatka schodowa. Pozostałe niewielkie okna piętra wyposażone są w kamienne ościeża, natomiast symetrycznie poniżej ich zlokalizowany jest obszerny otwór okienny z parapetem, przechodzącym w połać dachową położonych naprzeciwko budynków gospodarczych.
Elewacja bocznej ściany południowej do poziomu parteru zasłonięta jest dobudówką, wyglądem tożsama ze ścianą tylną.
Więźba dachowa jest drewniana, płatwiowo-krokwiowa. Dach łamany w typie polskim, pokryty ułożoną w łuskę dachówką karpiówką. Zwieńczony jest drewnianym pinaklem.
Budynek ma powierzchnię użytkową liczącą 81 m² przy kubaturze wynoszącej 690 m³. Według stanu z 1991 roku wyposażony jest w instalację wodno-kanalizacyjną, elektryczną, alarmową oraz czujki przeciwpożarowe. Jego właścicielem była wówczas Kuria Diecezjalna w Tarnowie.